# Atwood (Kansas)
Atwood is een plaats (city) in de Amerikaanse staat Kansas, en valt bestuurlijk gezien onder Rawlins County.

## Demografie
Bij de volkstelling in 2000 werd het aantal inwoners vastgesteld op 1279.
In 2006 is het aantal inwoners door het United States Census Bureau geschat op 1126, een daling van 153 (-12,0%).

## Geografie
Volgens het United States Census Bureau beslaat de plaats een oppervlakte van
2,9 km², waarvan 2,7 km² land en 0,2 km² water. Atwood ligt op ongeveer 868 m boven zeeniveau.

## Plaatsen in de nabije omgeving
De onderstaande figuur toont nabijgelegen plaatsen in een straal van 44 km rond Atwood.